# Menhir von Lindenholzhausen
Der Menhir von Lindenholzhausen ist ein vorgeschichtlicher Menhir aus Lindenholzhausen, einem Ortsteil von Limburg an der Lahn im Landkreis Limburg-Weilburg in Hessen. Er wurde 1980 entdeckt und auf dem Gebiet des Nachbarorts Ennerich, eines Ortsteils von Runkel, wieder aufgerichtet.

## Lage
Der Stein wurde bei Lindenholzhausen auf dem Flurstück „Auf den Heiern“ gefunden. Er steht heute östlich von Ennerich nahe der Einmündung eines von der nach Runkel führenden Straße kommenden Feldwegs in einen anderen Feldweg.

## Beschreibung
Über das Material des Menhirs liegen keine Angaben vor. Er ist plattenförmig und verjüngt sich nach oben. Der Stein hat eine Höhe von 183 cm, eine Breite von 175 cm und eine Dicke von 49 cm.